# Xigong
Xigong är ett stadsdistrikt och säte för stadsfullmäktige i Luoyang i Henan-provinsen i norra Kina.